# جورج كلارك (لاعب كرة قدم)
جورج كلارك (بالإنجليزية: George Clarke)‏ (3 ديسمبر 1894 في المملكة المتحدة - 30 يوليو 1960 بويلاستون ايست في المملكة المتحدة) هو لاعب كرة قدم بريطاني (وحمل سابقاً جنسية المملكة المتحدة لبريطانيا العظمى وأيرلندا) في مركز الوسط. لعب مع ستوك سيتي ونادي كرو ألكساندرا وNantwich Town F.C. ‏.